# Lymphocyte
 (novembre 2017).
Si vous disposez d'ouvrages ou d'articles de référence ou si vous connaissez des sites web de qualité traitant du thème abordé ici, merci de compléter l'article en donnant les références utiles à sa vérifiabilité et en les liant à la section « Notes et références ».

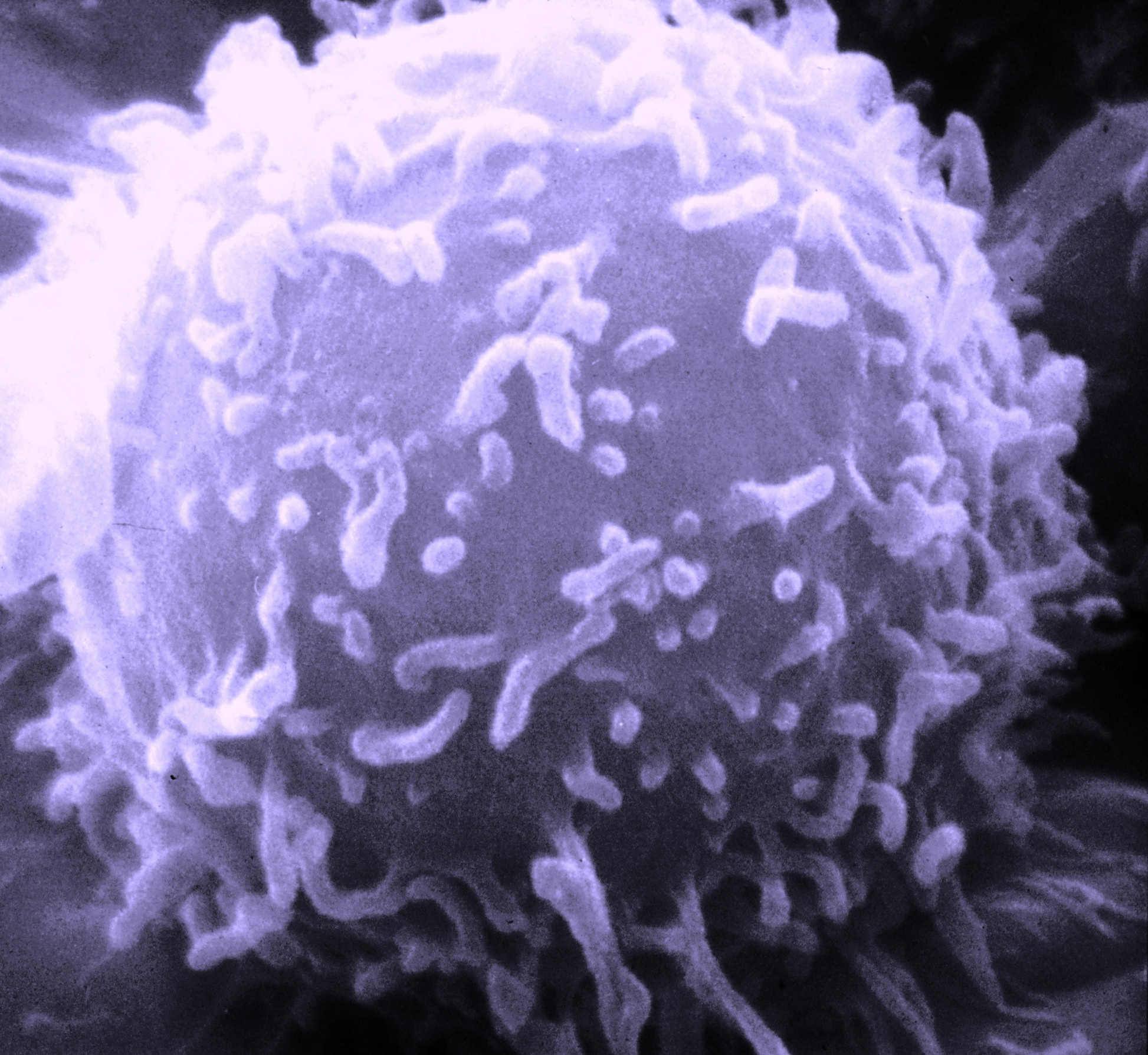
Un lymphocyte, vu par un microscope électronique à balayage.

Les lymphocytes sont des cellules qui ont un rôle majeur de défense contre les infections, dans le système immunitaire. En termes de structure et de fonction, on distingue trois lignées lymphocytaires différentes :
1. les lymphocytes B (de petite taille),
2. les lymphocytes T (de petite taille),
3. les lymphocytes NK (de grande taille et granuleux).

Les lymphocytes sont des leucocytes (globules blancs), de petite taille pour les types B et T, et se trouvant principalement dans les ganglions lymphatiques et la rate.
Dans le sang, chez un adulte en bonne santé, les lymphocytes représentent de 20 % à 40 % de la « formule leucocytaire » (c'est-à-dire du total des leucocytes). En présence d'une infection ou lors d'une guérison, le nombre de lymphocytes peut rapidement varier chez un même individu. Les normes varient selon les laboratoires, mais on admet généralement que le sang doit contenir en temps normal de 1 500 à 4 000 leucocytes par millimètre cube.

## Structure

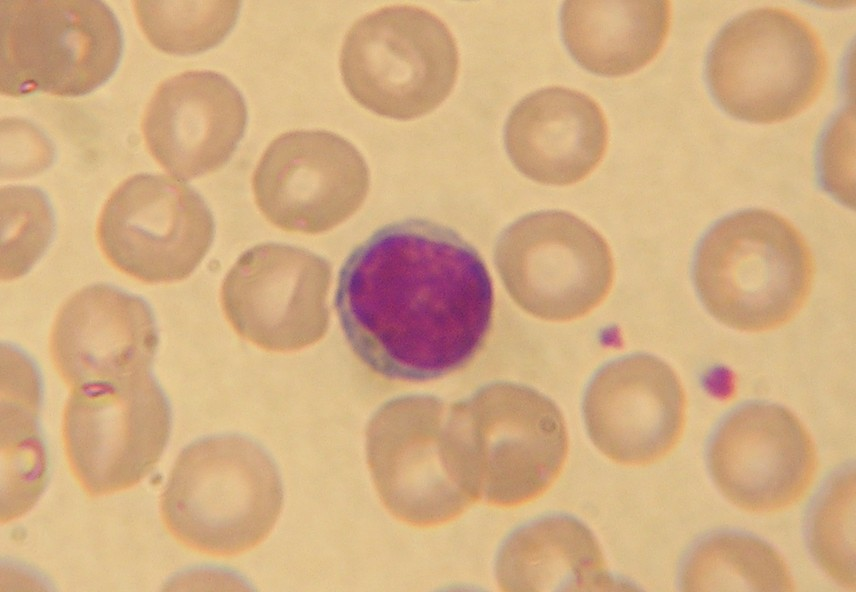
Lymphocyte normal (coloration de May-Grünwald Giemsa).

Au microscope, les lymphocytes B et T apparaissent comme des cellules ovoïdes, nucléées, dont le noyau de grande taille (environ 7 μm, soit le diamètre d'un globule rouge) occupe quasiment tout le corps cellulaire. Sa chromatine est disposée en mottes. Les lymphocytes B et T ne peuvent être différenciés sur de seuls critères morphologiques, mais par la nature de leurs récepteurs de surface qui déterminent leurs fonctions.

Les lymphocytes NK (ou LGL : Large Granular Lymphocyt), plus grands, présentent un rapport noyau/cellule inférieur. Son noyau est échancré, et son cytoplasme contient des « granules azurophiles ».

## Lymphocyte T
Également appelé « thymocyte » ou « cellule T », ce type de lymphocytes joue un grand rôle dans les réponses immunitaires primaire et secondaire. « T » est l'abréviation de thymus, l'organe dans lequel leur développement s'achève.
Elles sont responsables de l'immunité cellulaire : les cellules (bactéries, cellules cancéreuses) reconnues comme étrangères (c'est-à-dire autres que celles que les cellules T ont appris à tolérer lors de leur maturation) sont détruites par un mécanisme complexe.
Il y a plusieurs types de lymphocytes T :
- les lymphocytes T cytotoxiques détruisent les cellules infectées[2]. Ces cellules fonctionnent comme des cellules tueuses ou cytotoxiques car elles sont à même de détruire des cellules cibles qui expriment des antigènes spécifiques qu'elles reconnaissent, en libérant des substances chimiques, perforine, granzymes et granulysine, qui s'insèrent dans la membrane plasmique et la perfore[3], ce qui provoque l'explosion de la cellule par un afflux massif d'eau dû aux pressions osmotiques ; plus rarement, la destruction de la cellule cible se fait par liaison à son récepteur Fas[4] ;
- les lymphocytes T auxiliaires sont des intermédiaires de la réponse immunitaire qui prolifèrent après contact avec l'antigène présenté par une cellule présentatrice d'antigènes pour activer quantité d'autres types de cellules qui agiront de manière plus directe sur la réponse. Les cellules CD4 régulent ou « aident » à la réalisation d'autres fonctions lymphocytaires. Les lymphocytes T4 stimulent la prolifération clonale et la différenciation des lymphocytes T8 en cytotoxiques et des lymphocytes B en plasmocytes. On sait qu'ils sont une cible du VIH (avec les macrophages) ; la chute de leur population est l'un des symptômes du SIDA. La stimulation du système immunitaire par ce lymphocyte est notamment due à la production de l'interleukine 2 ;
- Les lymphocytes T régulateurs aident à prévenir l'activation des lymphocytes auto-immunes qui détruisent les cellules de leur propre organisme.

L'immunité cellulaire (la réponse immunitaire vis-à-vis d'organismes pathogènes à l'intérieur des cellules) implique l'activation des cellules T.
CD4 et CD8 font référence aux antigènes caractéristiques à la surface des différents sous-types de lymphocytes T. Ces molécules CD sont des marqueurs diagnostiques utiles pour identifier et quantifier ces cellules par cytométrie au moyen d'anticorps dirigés contre eux.
Anciennement, au lieu de CD4 et CD8, etc. on parlait d'OKT4 et OKT8 et même de T4 et T8.

## Lymphocyte B
Les lymphocytes B sont des lymphocytes fabriqués dans le foie du fœtus puis dans la moelle osseuse après la naissance ; ils jouent un grand rôle dans l’immunité humorale, par opposition à l’immunité cellulaire induite par les lymphocytes T.
L'appellation « B » vient de la bourse de Fabricius (Bursa cloacalis ou Bursa fabricii en latin), un organe lymphoïde primaire que l'on retrouve uniquement chez les oiseaux, et où furent découverts les lymphocytes B. On pense parfois à tort que l'appellation « B » vient de bone marrow qui signifie en anglais « mœlle osseuse » car c'est l'organe dans lequel les lymphocytes B arrivent à maturité et acquièrent leur immunocompétence chez les mammifères.
Ces globules blancs ont pour rôle de fabriquer des protéines de la famille des immunoglobulines appelées anticorps : ils sont donc responsables de l'immunité humorale. Pour être actifs, d'autres globules blancs tels que les macrophages, doivent leur présenter des fragments d'antigène, afin qu'ils se transforment en plasmocytes. Les plasmocytes possèdent bien plus de vésicules de Golgi, qui permettent de fabriquer des anticorps en masse (jusqu'à 5 000 anticorps par seconde), afin de neutraliser efficacement les antigènes. Les plasmocytes sont donc des lymphocytes B activés et capables de produire des anticorps dirigés contre l'antigène activateur.
Les lymphocytes B sont des cellules participant à la réponse immunitaire spécifique, c'est-à-dire que, après avoir reconnu un antigène, le lymphocyte B ne peut plus fabriquer des anticorps que contre l'antigène qu'on lui avait présenté.
Le corps humain produit des centaines de types différents de cellules B, et chaque type a sur sa membrane une protéine réceptrice unique, qui se liera à un antigène particulier; à chaque instant des millions de cellules B circulent dans le sang et la lymphe, sans produire d'anticorps.
Il y a deux types de cellules B :
- les plasmocytes sécrètent des anticorps qui se chargent de la destruction des antigènes en se liant à ceux-ci afin qu'ils deviennent des proies plus faciles pour les phagocytes ;
- les cellules B à mémoire sont formées spécifiquement contre les antigènes rencontrés lors de la réponse immunitaire primaire; comme elles peuvent vivre longtemps, ces cellules peuvent réagir rapidement lors d'une seconde exposition à leur antigène spécifique.

L'immunité humorale (la création d'anticorps circulant dans le plasma et la lymphe) implique l'activation des cellules B. L'activation cellulaire peut être mesurée au moyen de la technique ELISPOT qui peut déterminer le pourcentage de cellules B sécrétant n'importe quel anticorps particulier.
Les cellules B se caractérisent sur le plan immunohistochimique par la présence de CD20 sur leur membrane cellulaire.
Susumu Tonegawa a obtenu le prix Nobel de physiologie ou médecine en 1987 pour avoir démontré de quelle manière les cellules B créent une énorme diversité d'anticorps au départ d'un petit nombre de gènes.

## Lymphocyte NK
Ces lymphocytes ou « cellules tueuses naturelles » partagent l'un des mécanismes d'action des cellules tueuses ou lymphocytes T cytotoxiques : perforine, granzymes et granulysine.

## Cas du VIH
Le VIH a un tropisme pour les lymphocytes T de sous population CD4 (c'est-à-dire les lymphocytes T exprimant à leur surface une protéine appelée CD4), qui ont un rôle important dans l'initiation des réponses immunitaires. Le VIH y pénètre, s'y multiplie, puis se déverse dans le sang lorsque la cellule CD4 meurt. La destruction des CD4 entraîne le stade SIDA déclaré de la maladie (stade C), où des infections opportunistes sont susceptibles de se manifester : Maladie de Kaposi, pneumocystose, candidose, cryptococcose, lymphome, toxoplasmose cérébrale, etc. Il s'agit donc d'une immunodéficience acquise.